# Maasara
Maasara (in arabo معصرة‎? Ma‘ṣara) o El Maasara, cittadina nella provincia di Giza, sulla riva destra del Nilo, 16 chilometri a SE del Cairo, presso il sito dell'antica capitale faraonica Menfi. È divisa in due centri, l'area urbana e il porto fluviale. Cave di pietra calcarea molto utilizzate nell'Egitto antico.

## Il sito e le miniere
Dalle cave di calcare di Maasara e Tura si estraeva una finissima pietra di calcare bianco utilizzata per il rivestimento esterno delle piramidi e delle mastabe. Un minerale molto apprezzato anche nel periodo tolemaico.
Nell'antico Egitto il metodo utilizzato per estrarre i blocchi consisteva nello scavo di tunnel nelle colline delle miniere; trovato un punto con un'ottima pietra, vi si scavava intorno una larga camera sotterranea lasciando dei pilastri di roccia per sostenere la copertura.

Nella zona delle miniere e in molti tunnel sono state rinvenute iscrizioni che registrano l'apertura di alcune camere di scavo sotterranee, insieme a rilievi e graffiti in demotico che riportano i nomi di alcuni sovrani, come Ahmose, Amenofi III e Nectanebo II.

Due stele trovate nel sito delle miniere di Maasala portano iscrizioni databili al XXII anno di regno di re Ahmose (1550 a.C. circa), fondatore della XVIII dinastia. Le due epigrafi narrano dell'estrazione di pietra calcarea da utilizzare per una lista di templi. Fra questi il riferimento all'attuale Tempio d Luxor, la “casa del Sud”, o “harem meridionale” del Dio Amon, struttura templare connessa al più grandioso ed esteso Tempio di Karnak.